# Прекорупље
Прекорупље је област у Србији, позната и под именом Прекорупа (алб. Prekorupa) и обухвата источни део Метохије, између Подримљa, Подгора и Лапушника.
Прекорупље је област слива двају река: доње Клине и Мируше и броји око 40 насеља.
По подацима из 1912. године Прекорупље је тада имало 44 села са 231 српских, 457 арбанашких, 108 католичких и 14 мухаџирских кућа.
Данас је област насељена претежно албанским становништвом.